# Lillåstugan
Lillåstugan, eller Lillåstugans våffelbruk, är en historisk våffelstuga som är belägen i Åre kommun, mellan Tegefjäll i väster och Ullådalen i öster i Jämtlands län. 

## Historia
Lillåstugan byggdes 1933 och grundades av familjen Bagge. Stugan erbjöd då plats för sju betalande gäster. Under åren utvidgades stugan och blev en populär mötesplats för besökare i Åre.
Från 1933 drev Ulla Bagge stugan och gjorde den till en institution i Åre. Ulla Bagge fortsatte att driva stugan under många år, och stugan blev känd. Stugan har kallats "en pärla mellan fjällen" på grund av dess inredning och läge .  Under VM i Åre 1954 introducerade Ulla Bagges son och sondotter våfflor på menyn.
2011 sålde Jan Bagge, Ulla Bagges sonson, stugan till Eva och Tord Tjärnström från Åre. Därefter har stugan bytt ägare flera gånger, 2020 och 2021.
Från Ullådalen är det cirka två kilometers skidåkning till Lillåstugan.  Och från Tegefjäll är det ungefär 1 kilometer utförsåkning till Lillåstugan. Besökare kan njuta av en fantastisk utsikt över fjällen under skidåkningen.